# Юан пхай
«Юан Пхай» (тайск. ยวนพ่าย — «Поражение юанов») — поэма, исторический эпос на тайском языке о соперничестве между Сиамом и Чиангмаем, которой привело к битве между государствами в 1475 году. Поэма написана вскоре после битвы в 1475 году неизвестным автором.

## История создания и сюжет поэмы
В середине XV века на королевский трон в государстве Аютия взошёл талантливый политик и полководец Боромотрайлоканат (1448—1488). Новый король расширил границы Королевства, реорганизовал феодально-иерархическую систему, создал новый административный аппарат.
При Боромотрайлоканате тайская литература все еще оставалась духовной, развивалась в соответствии с требованиями религиозной жизни государства. Деятели искусства того периода создавали произведения на санскрите, пали, тайском и кхмерском языках. Молитвы, обращения к духам, оды правителям считались основными жанрами периода ранней Аютии (середина XV — начало XVII веков).
Поэма «Юан Пхай» создана в честь победы короля Боромотрайлоконата над войсками Чиангмая. Произведение написано в свойственной тому периоду панегирической форме. В своей поэме автор пишет о жизни и деятельности короля Боромотрайлоконата, о его величии и храбрости. Автор уделяет особое внимание описанию многочисленных войн с государством Чиангмай и битв тайских воинов с юанами, которые сражались за Тилока (правитель Чиангмая). Кроме того, автор сравнивает личности правителей враждующих государств: противопоставляет «добродетельное» (согласно принципам буддизма) правление Боромотрайлоконата с «дурным» правлением Тилока. Поэма написана в классическом жанре лилит (чередование рифмованной прозы со стихами).
Стихотворение состоит из четырех частей. В первой части автор восхваляет короля Аютии, во второй части кратко излагает важные события, происходившие в государстве, с 1431 года до 1466 года. В третьей и четвертой части автор перечисляет причины, которые привели к военному противостоянию, описывает великую битву и рассказывает о грандиозном праздновании в честь победы Аютии над Чиангмаем. «Поражение Юанов» считается важнейшим историческим источником, одним из немногих произведений периода Ранней Аютии, которое дошло до наших дней.

## Авторство
Многие историки Таиланда пытались выяснить, кто был автором поэмы. По одной из версий поэму «Юан Пхай» написал монах, живший в период правления Боромотрайлоконата (имя монаха встречается в самом произведении). Согласно другой версии, автором поэмы был один из сыновей Боромотрайлоконата, который долгое время провел в монашестве. Тем не менее, историкам Таиланда так и не удалось выяснить, кто же на самом деле написал «Поражение юанов».